# Gouvernement Barbón I
 Asturies
Fernández II Barbón II
Le gouvernement Barbón I est le gouvernement des Asturies entre le 25 juillet 2019 et le 1er août 2023, durant la XIe législature de la Junte générale de la principauté des Asturies. Il est présidé par Adrián Barbón.

## Historique
Dirigé par le président Adrián Barbón, ce gouvernement est constitué de la seule Fédération socialiste asturienne-PSOE (FSA-PSOE) qui dispose de 20 sièges sur 45, soit 44,4 % des sièges de la Junte générale de la principauté des Asturies.
Il est formé à la suite des élections asturiennes du 26 mai 2019 qui voient la montée de la FSA-PSOE et de Ciudadanos, le recul du Parti populaire, de Podemos, d'Izquierda Unida et du Forum des Asturies et l'irruption du parti d'extrême-droite Vox au parlement régional.

## Composition
| Fonction | Titulaire | Titulaire                                         | Parti    |
| --- | --------- | ------------------------------------------------- | -------- |
| Président |           | Adrián Barbón Rodríguez                           | FSA-PSOE |
| Vice-président Conseiller aux Infrastructures, à l'Environnement et au Changement climatique Conseiller à l'Administration régionale, à l'Environnement et au Changement climatique (24/06/2020) |           | Juan Manuel Cofiño González (jusqu'au 26/06/2023) | FSA-PSOE |
| Conseillère à la Présidence |           | Rita Camblor Rodríguez                            | FSA-PSOE |
| Conseillère aux Finances |           | Ana Cárcaba García                                | Sans     |
| Conseiller à l'Industrie, à l'Emploi et à la Promotion économique |           | Enrique Fernández Rodríguez                       | FSA-PSOE |
| Conseillère à l'Éducation |           | Carmen Suárez Suárez                              | Sans     |
| Conseillère à l'Éducation |           | Lydia Espina López (29/07/2021)                   | Sans     |
| Conseiller à la Santé |           | Pablo Ignacio Fernández Muñiz                     | Sans     |
| Conseillère aux Droits sociaux et au Bien-être |           | Melania Álvarez García                            | FSA-PSOE |
| Conseiller au Développement rural, à l'Agroalimentaire et à la Pêche Conseiller au Milieu rural et à la Cohésion territoriale (24/06/2020)                                                       |           | Alejandro Jesús Calvo Rodríguez                   | FSA-PSOE |
| Conseillère à la Culture, à la Politique linguistique et au Tourisme |           | Berta Piñán Suárez                                | Sans     |
| Conseiller à la Science, à la Recherche et à l'Enseignement supérieur |           | Borja Sánchez García                              | Sans     |